# دایسوکه ایتو
دایسوکه ایتو (ژاپنی: 伊藤 大介؛ زادهٔ ۱۹ آوریل ۱۹۸۷) یک بازیکن فوتبال اهل ژاپن است.
از باشگاه‌هایی که در آن بازی کرده‌است می‌توان به باشگاه فوتبال جف یونایتد چیبا، باشگاه فوتبال اوئیتا ترینیتا، باشگاه فوتبال فاگیانو اوکایاما و باشگاه فوتبال ساگامیهارا اشاره کرد.